# Thomas Ohlsson
Thomas Ohlsson   (Norrköping, 20 de setembre de 1958) és un piragüista suec, ja retirat, que va competir durant les dècades de 1970 i 1980. Està casat amb la també piragüista Eva Karlsson.
El 1980 va prendre part en els Jocs Olímpics d'Estiu de Moscou, on va disputar, sense sort, dues proves del programa de piragüisme. Quatre anys més tard, als Jocs de Los Angeles, guanyà la medalla de plata en la prova del K-4 1.000 metres. Formà equip amb Per-Inge Bengtsson, Tommy Karls i Lars-Erik Moberg.
En el seu palmarès també destaquen tres medalles al Campionat del Món en aigües tranquil·les, una d'or, una de plata i una de bronze entre les edicions de 1981 i 1982.